# François Beaugendre
François Beaugendre (Salbris, 25 juli 1880 – Parijs, 6 januari 1936) was een Frans professioneel wielrenner van 1903 tot 1911. Hij veroverde in 1904 de gele trui in de Ronde van Frankrijk, maar was deze één dag later alweer kwijt.

## Palmares
- 4e etappe Ronde van Frankrijk 1904
- Parijs-Lille 1908
- Genève-Nice 1910

## Resultaten in voornaamste wedstrijden
| Jaar | Ronde van Italië | Ronde van Frankrijk | Ronde van Spanje |
| ---- | ---------------- | ------------------- | ---------------- |
| 1903 |                  | 9e                  |                  |
| 1904 |                  | opgave (1)          |                  |
| 1907 |                  | 5e                  |                  |